# Antoine Conte
Antoine Conte (Parijs, 29 januari 1994) is een Frans voetballer die bij voorkeur als centrale verdediger speelt. Hij verruilde in januari 2025 Botev Plovdiv voor Iğdır FK.

## Clubcarrière
Conte komt uit de jeugdopleiding van Paris Saint-Germain. Hij debuteerde voor PSG op 1 februari 2013 onder Carlo Ancelotti in een competitiewedstrijd tegen Toulouse. Hij verving Mamadou Sakho na 76 minuten. Na een huurperiode bij Stade de Reims, werd hij definitief overgenomen door die club. In 2017 maakte hij met dezelfde formule de overstap naar het buitenland bij Beitar Jeruzalem. Na een seizoen in Roemenië bij CS Universitatea Craiova keerde hij terug naar Israël, dit keer bij Hapoel Tel Aviv. In 2023 maakte hij een transfer naar Botev Plovdiv. Na anderhalf seizoen vertrok hij naar Iğdır FK, op dat moment uitkomend in het tweede niveau van Turkije. 

## Interlandcarrière
Conte speelde drie wedstrijden voor Frankrijk -17 en twee voor Frankrijk -18. Conte bezit ook de Guineese nationaliteit. Na alle Franse jeugdelftallen te hebben doorlopen, koos hij in 2022 voor het Malinees voetbalelftal.
1 Köse · 
4 Öztürk ·
6 Güçtekin ·
7 Fofana ·
9 Bruno ·
10 Eysseric ·
11 Rotariu ·
12 Malle ·
14 Camara ·
17 Engin ·
19 Conte ·
21 Erdoğan ·	
22 Cavlan ·	
23 Güneren ·	
27 Ethemi ·
34 Akcan ·
54 Tepe ·
58 Kaya ·
61 Asan ·
66 Yaşar ·
72 Avramovski ·
86 Bekaroğlu ·
99 Babaoğlu ·
Coach: Çavuş